# Lernbereitschaft
Lernbereitschaft (englisch willingness to learn für Bereitschaft, Wille) bezeichnet in der Psychologie und Pädagogik den Wunsch oder die Bereitschaft, neues Wissen zu erwerben und sich zu entwickeln. Sie umfasst die Offenheit für den Lernprozess sowie die Motivation, sich kontinuierlich weiterzuentwickeln. Lernbereitschaft kann in verschiedenen Lebensbereichen wie Bildung, Beruf und persönlicher Entwicklung auftreten und ist ein wesentlicher Aspekt für individuelles Wachstum und Erfolg.

## Allgemeines
Lernbereitschaft ist ein wichtiger Aspekt menschlichen Verhaltens und bezeichnet die innere Bereitschaft einer Person, sich aktiv mit neuen Informationen, Ideen oder Erfahrungen auseinanderzusetzen, um ihr Wissen zu erweitern und ihre Fähigkeiten zu verbessern. Diese Bereitschaft zeigt sich in der Offenheit für den Lernprozess sowie in der Motivation, sich kontinuierlich weiterzuentwickeln. Die Lernbereitschaft eines Individuums kann von verschiedenen Faktoren beeinflusst werden, darunter persönliche Einstellungen, Erziehung, Umgebung und Lebensumstände.
Faktoren wie intrinsische Motivation, Selbstregulation, Selbstwirksamkeitserwartung und ein unterstützendes Umfeld können die Lernbereitschaft einer Person beeinflussen. Durch die Förderung einer positiven Lernkultur und die Schaffung von Lernanreizen können Organisationen und Bildungseinrichtungen die Lernbereitschaft ihrer Mitglieder stärken und damit deren individuelle und kollektive Leistungsfähigkeit verbessern.

## Die drei emotionalen Zonen

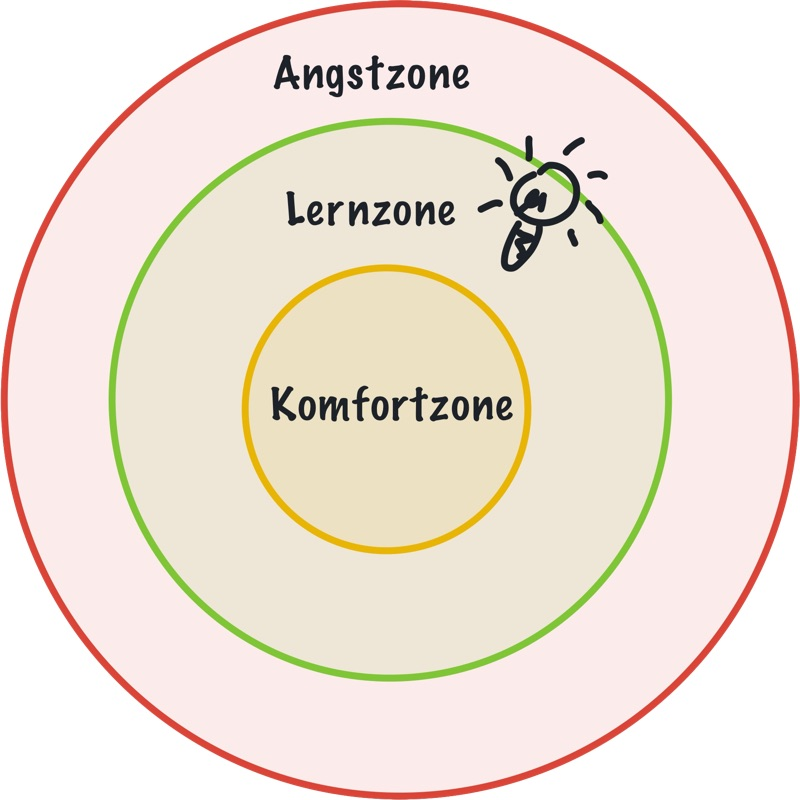
Unterscheidung der drei emotionalen Zonen, die eine optimale Lernbereitschaft beschreiben.

Die drei emotionalen Zonen, die eine optimale Lernbereitschaft beschreiben, beziehen sich oft auf Konzepte aus der Psychologie und Pädagogik. Diese Zonen sind normalerweise:
1. Die Komfortzone: In der Komfortzone fühlen sich Menschen sicher, vertraut und entspannt. Sie sind in der Regel in der Lage, Aufgaben ohne größere Anstrengung zu bewältigen, da sie sich innerhalb ihres bereits erworbenen Wissens und ihrer Fähigkeiten befinden. Menschen in dieser Zone erleben wenig Stress, aber auch wenig Wachstum oder Herausforderung. Um die Lernbereitschaft zu fördern, ist es wichtig, gelegentlich die Komfortzone zu verlassen und sich neuen Herausforderungen zu stellen.
2. Die Lernzone (oder Stretch-Zone): In der Lernzone befinden sich Menschen, wenn sie sich in einem Bereich befinden, der etwas außerhalb ihrer aktuellen Fähigkeiten liegt, aber erreichbar ist, wenn sie sich anstrengen und sich bemühen. In dieser Zone erleben sie ein gewisses Maß an Unbehagen oder Herausforderung, aber auch ein Gefühl des Wachstums und der Leistung. Hier werden neue Fähigkeiten erlernt und entwickelt, was die Lernbereitschaft fördert.
3. Die Panikzone: In der Panikzone fühlen sich Menschen überwältigt, gestresst und ängstlich. Dies tritt auf, wenn die Anforderungen oder Erwartungen weit über ihre aktuellen Fähigkeiten hinausgehen. In dieser Zone ist es schwer, produktiv zu sein, da die Angst vor Misserfolg oder Überforderung überwiegt. Das Ziel ist es, diese Zone zu vermeiden, indem man sich in der Lernzone herausfordert und die Fähigkeiten schrittweise erweitert, um das Gefühl der Kontrolle und des Selbstvertrauens zu stärken.

Die optimale Lernbereitschaft entsteht, wenn Menschen sich in der Lernzone befinden, wo sie sich herausgefordert fühlen, aber auch das Vertrauen haben, dass sie die Aufgaben bewältigen können. Es ist wichtig, sich bewusst zwischen den Zonen zu bewegen, um kontinuierliches Wachstum und Entwicklung zu ermöglichen.

## Folgen
Die Förderung einer starken Lernbereitschaft hat zahlreiche positive Folgen. Sie ermöglicht Individuen, sich an Veränderungen anzupassen und kontinuierlich zu verbessern, was zu beruflichem Erfolg und persönlichem Wachstum führt. Lernbereite Personen sind oft kreativer und innovativer, flexibler im Umgang mit neuen Situationen und selbstbewusster. Darüber hinaus können sie eine positive Lernkultur in Organisationen fördern, die die Zusammenarbeit und Leistungsfähigkeit steigert und die Innovationsfähigkeit stärkt.
Faktoren wie intrinsische Motivation, Selbstregulation, Selbstwirksamkeitserwartung und ein unterstützendes Umfeld können die Lernbereitschaft einer Person beeinflussen. Durch die Förderung einer positiven Lernkultur und die Schaffung von Lernanreizen können Organisationen und Bildungseinrichtungen die Lernbereitschaft ihrer Mitglieder stärken und damit deren individuelle und kollektive Leistungsfähigkeit verbessern.

## Bei Kindern und Jugendlichen
Die Förderung einer starken Lernbereitschaft bei Kindern und Jugendlichen hat viele positive Auswirkungen auf ihre persönliche Entwicklung und ihr schulisches sowie späteres berufliches Leben. Kinder und Jugendliche, die eine hohe Lernbereitschaft zeigen, sind motivierter, sich aktiv am Unterricht zu beteiligen und ihr Wissen zu erweitern. Sie entwickeln eine positive Einstellung zum Lernen, die es ihnen ermöglicht, Herausforderungen anzunehmen und Misserfolge als Gelegenheiten zum Lernen zu betrachten.
Eine ausgeprägte Lernbereitschaft fördert nicht nur akademische Leistungen, sondern auch wichtige Fähigkeiten wie Problemlösungskompetenz, Kreativität und kritisches Denken. Diese Fähigkeiten sind entscheidend für den Erfolg in der Schule und bereiten Kinder und Jugendliche auch auf das spätere Berufsleben vor.
Darüber hinaus kann eine starke Lernbereitschaft das Selbstvertrauen und die Selbstwirksamkeit von Kindern und Jugendlichen stärken. Indem sie neue Fähigkeiten erlernen und Herausforderungen bewältigen, entwickeln sie ein Gefühl der Kompetenz und Selbstständigkeit, das ihr Selbstbewusstsein positiv beeinflusst.